# 大湖地区

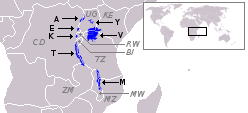
大湖：
A – 艾伯特湖 · E – 爱德华湖 · K – 基伍湖 · T – 坦噶尼喀湖 · Y – 基奥加湖 · V – 维多利亚湖 · M – 马拉维湖
大湖地区国家：
UG – 乌干达 · KE – 肯尼亚 · CD – 刚果民主共和国 · RW – 卢旺达 · BI – 布隆迪 · TZ – 坦桑尼亚 · ZM – 赞比亚 · MW – 马拉维 · MZ – 莫桑比克

非洲七大湖是指东非大裂谷中和裂谷周围一系列湖泊的总称。这些湖泊中包括世界水面面积第二大的淡水湖——维多利亚湖，还有世界容积第二大和第二深的淡水湖——坦噶尼喀湖。大湖共有七大，包括（括号中是其水面积/最深度）：
- 坦噶尼喀湖（32 900 km² / 1 433m）
- 维多利亚湖（68 100 km² / 82m）
- 马拉维湖（30 900 km² / 706m）
- 艾伯特湖（5 270 km² / 51m）
- 爱德华湖（2 150 km² / 117m）
- 基伍湖（2 700 km² / 485m）
- 图尔卡纳湖（6 405 km² / 109m）

有些人只把维多利亚湖、艾伯特湖和爱德华湖称为“大湖”，因为只有这三大湖与白尼罗河（尼罗河的上游干流）相连。基奥加湖属于大湖流域，但由于面积较小，本身不被认为是“大湖”。坦噶尼喀湖和基伍湖属于刚果河流域，而马拉维湖的湖水则通过夏尔河注入赞比西河。图尔卡纳湖由于离其他六大湖太远，而且是内流湖，不与其他水系相连，有时也不算做大湖之一。

## 大湖地区

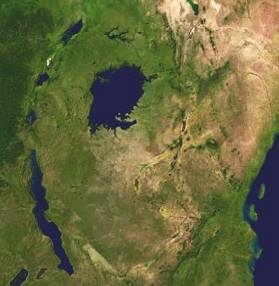
从太空中看大湖地区和东非海岸线，照片中右边是印度洋。

非洲七大湖周围的地区被称为大湖区，而该词的概念同样有点模糊。通常，它指的是坦噶尼喀湖以北、维多利亚、基伍、爱德华和艾伯特四湖以西的地区，包括布隆迪、卢旺达、刚果民主共和国东北部、乌干达以及肯尼亚和坦桑尼亚两国的西北部。大湖地区的概念也会扩展到肯尼亚和坦桑尼亚的全部，但通常不包括南部的赞比亚、马拉维和莫桑比克以及北部的埃塞俄比亚，尽管他们和六个大湖都接壤。
它是世界上人口最为稠密的地区之一，在该地区共生活着大约1.07亿人。由于过去火山的喷发活动，该地区拥有世界上部分最好的农田。尽管该地区处于赤道附近，但较高的海拔使它的温度很适宜，这也使它远离由于家畜尤其是牛和山羊的广泛分布而形成的疾病带。
由于人口稠密、农产品剩余，该地区形成了一系列国家。这些国家中包括卢旺达、布隆迪、布干达和坦桑尼亚等。和其他撒哈拉以南非洲诸国一样，这些国家的近代边界显然是由殖民者确定的。
出于探寻尼罗河源头的渴望，该地区始终是欧洲人的兴趣所在。到达该地区的第一批欧洲人是一群数目不详的传教士，尽管他们在使当地人皈依基督教方面的努力收效甚微，但他们把该地区的大门向后来的殖民者打开了。与外部世界的接触增多使该地区持续出现人和牲畜感染破坏性的传染病。这些疾病使该地区人口骤降，有些地区的降幅甚至达到60%。在1950年代以前，该地区的人口一直没有恢复到被殖民统治前。
虽然独立后该地区的巨大潜力被看好，但近年来该地区被内战和无休止的暴行所困扰，成为世界上最贫困的地区之一，只有肯尼亚和坦桑尼亚得以幸免。